# 渋谷すばる LIVE TOUR 2021「NEED」
- NEED > 渋谷すばる LIVE TOUR 2021「NEED」
- NEED > 渋谷すばる ONLINE LIVE 2021「NEED」

『渋谷すばる LIVE TOUR 2021「NEED」』（しぶたにすばる ライブ ツアー 2021 ニード）は、2021年に開催予定だった、渋谷すばるのライブツアー。
本項では、本ツアーが開催中止になった事により、無観客で生配信されたワンマンライブ『渋谷すばる ONLINE LIVE 2021「NEED」』についても記述する。

## LIVE TOUR 2021
『渋谷すばる LIVE TOUR 2021「NEED」』（しぶたにすばる ライブ ツアー 2021 ニード）は、2021年4月8日から同年5月28日にかけて開催予定だった、渋谷すばるのライブツアー。新型コロナウイルス「COVID-19」の影響により、開催中止となった。

### 概要（LIVE TOUR 2021）
- 本ツアーは、2021年4月8日から同年5月28日にかけて開催予定だった、自身の2ndアルバム『NEED』を引っさげたライブツアーである[1][2][3][4]。
- 前回のツアー『渋谷すばる LIVE TOUR 2020「二歳」』から約1年振り、ソロ名義4度目のライブツアーとなる予定だった[2][3]。
- 本ツアーは、全国8か所16公演のツアーとなる予定だった[1][2][3][4]。
- 2021年2月22日、新型コロナウイルス「COVID-19」の影響により、「未だ多くの方々が不安や大変な思いを強いられている状況」にあるため、「例え緊急事態宣言中ではなくてもライブはお客様全員が安心して楽しめる場であって欲しい」として、本公演の中止が発表された[5][8]。
  - 本ツアーの中止により、同年4月21日に急遽、東京公演の会場であった東京ガーデンシアターで無観客生配信ライブ『渋谷すばる ONLINE LIVE 2021「NEED」』が開催された[9][10][11][12]。
  - これに伴い、本ツアーのオフィシャルグッズを同公演の開催時に通信販売限定で販売した[6]。
  - 2022年に開催されたライブツアー『渋谷すばる LIVE TOUR 2022 二歳と1328日』では、一部を除き[注 2]、中止となった本ツアーの会場と同じ会場でのツアーとなった[13][14]。

### 公演日程（LIVE TOUR 2021）
| 年     | 月  | 日   | 会場                                          |
| ------ | --- | ---- | --------------------------------------------- |
| 2021年 | 4月 | 8日  | 福岡サンパレスホテル&ホール（福岡県）         |
| 2021年 | 4月 | 9日  | 福岡サンパレスホテル&ホール（福岡県）         |
| 2021年 | 4月 | 12日 | 名古屋国際会議場 センチュリーホール（愛知県） |
| 2021年 | 4月 | 13日 | 名古屋国際会議場 センチュリーホール（愛知県） |
| 2021年 | 4月 | 20日 | 東京ガーデンシアター（東京都）                |
| 2021年 | 4月 | 21日 | 東京ガーデンシアター（東京都）                |
| 2021年 | 4月 | 26日 | カナモトホール（北海道）                      |
| 2021年 | 4月 | 27日 | カナモトホール（北海道）                      |
| 2021年 | 5月 | 12日 | 広島文化学園HBGホール（広島県）               |
| 2021年 | 5月 | 13日 | 広島文化学園HBGホール（広島県）               |
| 2021年 | 5月 | 19日 | 仙台サンプラザホール（宮城県）                |
| 2021年 | 5月 | 20日 | 仙台サンプラザホール（宮城県）                |
| 2021年 | 5月 | 24日 | グランキューブ大阪（大阪府）                  |
| 2021年 | 5月 | 25日 | グランキューブ大阪（大阪府）                  |
| 2021年 | 5月 | 27日 | 神戸国際会館（兵庫県）                        |
| 2021年 | 5月 | 28日 | 神戸国際会館（兵庫県）                        |

### グッズ（LIVE TOUR 2021）
※出典を参照。
| グッズタイトル                          | 価格      |
| --------------------------------------- | --------- |
| NEED ツアーTシャツ（S・M・L）           | 各3,000円 |
| NEED デザインTシャツ（S・M・L）         | 各3,000円 |
| タオル                                  | 2,500円   |
| 長袖ジップパーカー（M・L）              | 各5,000円 |
| ブランケット                            | 4,000円   |
| イラストブック「ひまつぶし」            | 1,500円   |
| すばるゲーム2                           | 2,000円   |
| レコードバッグ                          | 1,500円   |
| マスク（白・黒）                        | 各700円   |
| マグネット（全13種）                    | 各300円   |
| スポンジセット（スポンジ&木製クリップ） | 700円     |
| コースターセット                        | 2,000円   |
| グラス                                  | 1,200円   |
| 風のうたスカート                        | 5,000円   |
| カメクッション                          | 5,200円   |

- 購入者特典として、「アクリルチェーンキーホルダー」を1万円以上の会計1回につき1つ配布[15]。

## ONLINE LIVE
『渋谷すばる ONLINE LIVE 2021「NEED」』（しぶたにすばる オンライン ライブ 2021 ニード）は、2021年4月21日に東京・東京ガーデンシアターで開催された、渋谷すばるの無観客生配信ライブ。

### 概要（ONLINE LIVE）
- 本公演は、2021年4月21日に東京・東京ガーデンシアターで開催された、自身初の有料配信ワンマンライブ[注 4][6][9][10][7][11][12][16][17]。
- 自身のライブツアー『渋谷すばる LIVE TOUR 2021「NEED」』が、全公演開催中止となった事から、同ツアーで東京公演の会場の予定であった、東京ガーデンシアターでの開催となった[6][9][10][7]。
- 本公演が2ndアルバム『NEED』のリリース以降初のライブとなった[10][7]為、同作の収録曲を中心としたセットリストとなっており、独立後初のタイアップ曲「塊」や、開催当時未発表の新曲「レコード」や「きになる」等を含めた、全15曲を披露した[11][12][16][17]。
  - 「塊」では、自身の独立後のライブで初めて、トランペット（四方田"temjin"直人）とサックス（末夏"yath"康博）のサポートメンバーを入れて楽曲を披露した[11][12][16][17]。
- ライブ本編が始まる約30分前からは、サプライズで渋谷のアナウンスが流れ、渋谷が世界各国を巡る映像のオーディオコメンタリーが展開された[11][12]。
- 本公演のチケットの、自身のファンクラブ『Shubabu』会員限定の購入特典として、本公演のライブ写真やバックステージ動画を視聴出来る、『渋谷すばる ONLINE LIVE 2021「NEED」デジタルパンフレット』が配信された[18]。
- 本公演のアーカイブは、同年4月29日まで配信された[11][12][16][17]。
- 同年9月22日、自身の3rdアルバム『2021』初回限定盤の特典DVDに、本公演の模様が再編集した上で全編収録された[19][20][21][22][23]。

### 開催日程（ONLINE LIVE）
| 年     | 月  | 日   | 開演時間 | 会場                           |
| ------ | --- | ---- | -------- | ------------------------------ |
| 2021年 | 4月 | 21日 | 20:00    | 東京ガーデンシアター（東京都） |

### セットリスト（ONLINE LIVE）
1. Sing -a cappella-
2. Earth Color
3. BUTT
4. たかぶる
5. ワレワレハニンゲンダ
6. 水
7. 今日はどんな一日だった
8. レコード
9. きになる
10. 塊
11. 風のうた
12. 人
13. 生きる
14. 素晴らしい世界に

＜アンコール＞
1. ぼくのうた

### グッズ（ONLINE LIVE）
- 『渋谷すばる LIVE TOUR 2021「NEED」』のグッズを販売[6]。
- 現地での開催が無かった為、通信販売限定で販売された[6]。